# Олюдениз
Олюдени́з (тур. Ölüdeniz — букв. «Мёртвое море») — курортный посёлок, расположенный на средиземноморском побережье Турции в провинции Мугла, в 15 км от города Фетхие.
В Олюденизе имеется голубая лагуна. В посёлке расположено множество отелей, в основном уровня В2-3*, есть несколько отелей уровня 4* и 5*. Центральная улица Олюдениза имеет протяжённость около 300 м.
Место с трёх сторон окружено горами, самая высокая из которых — Бабадаг, в переводе «отец-гора». Высота основного, так называемого, «нижнего старта» — 1672 м — используется туристами для обзорных экскурсий и спортсменами-парапланеристами для стартов. Высота верхнего старта, на пике горы — 1980 м. Есть ещё промежуточная зона. Все три старта предназначены для взлёта под разные направления ветра. Топология места позволяет выйти над заливом на высоте 1000—1500 м. В октябре в Олюденизе проходят соревнования по воздушной акробатике.